# Lipocaline
Les lipocalines sont une famille de protéines qui servent au transport de petites molécules hydrophobes telles que les stéroïdes, les sels biliaires, les rétinoïdes et les lipides. Elles partagent des régions de séquences homologues et une architecture tertiaire commune,,,,. Il s'agit de huit feuillets beta antiparallèles en forme de tonneau ouvert avec dans son creux un site de liaison au ligand,
Ces protéines se trouvent dans les bactéries gram négatif, les cellules de vertébrés, d'invertébrés et de végétaux. Les lipocalines ont été associées à de nombreux processus biologiques, comme la réponse immunitaire, le transport de phéromones, la synthèse des prostaglandines, les fixations de rétinoïdes et les interactions entre cellules cancéreuses.

## Rôles

### Réponse immunitaire
Les lipocalines sont impliquées dans les processus inflammatoires et de désintoxication provoqués par l'activation du système immunitaire chez les mammifères. Elles sont des allergènes respiratoires connus des souris, chats, chiens, chevaux et autres animaux. Des exemples de lipocalines impliquées dans la réponse du système immunitaire sont l'alpha-1-microglobuline, l'alpha-1-glycoprotéine acide (plus connue sous le nom de orosomucoïde) et le c8gamma (la sous-unité gamma, parmi les trois sous-unité de la protéine C8 du système du complément ). Les informations structurales du système immunitaire qui interfèrent avec les lipocalines sont assez bien connues alors que leur rôle exact dans les systèmes biologiques est encore peu clair. Les allergies humaines aux lipocalines n'ont pas été étudiées de façon approfondie.

### Transport de phéromones
La famille des lipocaline est liée au transport des phéromones chez les mammifères comme le montre facilement l'observation des interactions protéine-phéromone. Les lipocalines sont des protéines de relativement petite taille et sont donc moins compliquées à étudier que les grandes et encombrantes protéines. Elles peuvent également se lier à différents ligands à différentes fins biologiques. Les lipocalines sont des protéines de transport de phéromones importantes dans le mucus nasal des rongeurs. Les protéines urinaires majeures, une sous-famille de lipocalines, se retrouvent dans l'urine des rats et des souris et peuvent elles-mêmes agir en tant que phéromones protéiques.

### Synthèse des prostaglandines
Cette famille de protéines joue un rôle dans la partie terminale de la synthèse biologique des prostaglandines.

### Modulation de la motilité cellulaire
NFAT3 (NFATc4)bloque l'expression de LCN2 pour inhiber la migration et l'invasion des carcinomes mammaires  et NFAT1 augmente l'expression de LCN2 qui en modulant l'axe TWEAKR/TWEAK va favoriser la motilité des carcinomes mammaires. Comme NFAT1, pour augmenter la motilité des carcinomes mammaires NFAT5 augmente l'expression du gène de LCN2
.

### autres liens
http://www.jauliaclab.com/